# Argouges
Argouges är en kommun i departementet Manche i regionen Normandie i norra Frankrike. Kommunen ligger i kantonen Saint-James som tillhör arrondissementet Avranches. År 2018 hade Argouges 502 invånare.

## Befolkningsutveckling
Antalet invånare i kommunen Argouges
| Referens: INSEE |